# Pontisch
Het Pontisch (Grieks: Ποντιακή διάλεκτος, Pontiaki dialektos) is een variant van het Grieks, ontwikkeld vanuit het Attisch dat werd (en nog steeds wordt) gesproken in de Zwarte Zeeregio, voornamelijk in Pontus (Noord-Turkije). De taal is ook beïnvloed door het Turks, Perzisch en andere talen uit de regio. Pontisch is de gemeenschappelijke noemer van de talen van de Grieken uit Noord-Klein-Azië/Anatolië en de andere gebieden aan de Zwarte Zee in Rusland en Oekraïne. De vorm die men in Turkije onder de islamitische bevolking van Trabzon vindt, het Romeyka, heeft in tegenstelling tot het Pontisch in Griekenland geen invloeden ondergaan van modern Grieks of geschreven Oudgrieks. Door dit isolement heeft het meer behouden van het Oudgrieks. Zowel het Pontisch in Griekenland als in Turkije staat onder druk om te integreren met ofwel het modern Grieks of het Turks.
De UNESCO-wereldatlas van bedreigde talen die elk jaar wordt gepubliceerd door de UNESCO beschrijft de taal als ernstig bedreigd.
Het Pontisch Grieks wordt gesproken in de volgende regio's:
- Griekenland 200.000 sprekers (2001), voornamelijk in Macedonië (oostelijk, centraal en westelijk gedeelte)
- Turkije onbekend aantal sprekers, schattingen van 4.000 en 5.000[2]
  - Provincie Trabzon:
    - Tonya: 17 dorpen.
    - Sürmene: 6 dorpen.
    - Dernekpazarı: 13 dorpen.
    - Çaykara: Meerdere dorpen.
    - Of: Meerdere dorpen.
    - Hayrat: Meerdere dorpen.
    - Maçka: Geen informatie.
    - Torul-ardasa, Yağlıdere-kromni, Santa, Imera: (geen dorp)

  - Provincie Rize:
    - İkizdere: 21 dorpen
    - Kalkandere: Geen informatie.

  - Provincie Kars: Meerdere dorpen, en provinciehoofdstad
- Georgië 15.000 sprekers in Batoemi en Kvemo Kartli